# Watch Out (Alla Pugačëva)
Watch Out è il settimo album in studio della cantante russa Alla Pugačëva, pubblicato nel 1985 dalla World Record Music in Svezia.

## Tracce
Lato A
1. Every night and every day – 4:00 (testo: Jacob Dahlin – musica: Alla Pugačëva)
2. Through the eyes of a child – 4:31 (testo: Ingela Forsman – musica: Jurij Černavskij)
3. Superman – 4:13 (testo: Ingela Forsman – musica: Jurij Černavskij)
4. Love can hurt – 4:29 (testo: Ingela Forsman – musica: Lasse Holm)
5. Cool operator – 3:37 (testo: Ingela Forsman – musica: Anders Glenmark)
6. All the time you were right here – 4:50 (testo: Ingela Forsman – musica: Torgny Söderberg)

Lato B
1. Watch out – 4:52 (testo: Ingela Forsman – musica: Lasse Holm)
2. Sacred lie – 4:57 (testo: Diomid Kostjurin; testo inglese: Jacob Dahlinа – musica: Alla Pugačëva)
3. Songbird – 4:09 (testo: Ingela Forsman – musica: Lasse Holm)
4. What a lousy party – 3:46 (testo: Thomas H. Minor – musica: Torgny Söderberg)
5. Capitan – 3:42 (testo: Ingela Forsman – musica: Alla Pugačëva)
6. Such a miracle – 3:53 (testo: Jacob Dahlin – musica: Lasse Holm)

## Alla Pugačëva v Stokgol'me
L'album è stato ripubblicato in URSS nel 1986 con il titolo Alla Pugačëva v Stokgol'me (in russo Алла Пугачёва в Стокгольме?).

### Tracce
Lato A
1. Dnëm i noč'ju – 4:00 (testo: Jacob Dahlin – musica: Alla Pugačëva)
2. Glazami rebënka – 4:31 (testo: Ingela Forsman – musica: Jurij Černavskij)
3. Ljubov' pričinjaet stradanija – 4:29 (testo: Ingela Forsman – musica: Lasse Holm)
4. Besčuvstennaja telefonistka – 3:37 (testo: Ingela Forsman – musica: Anders Glenmark)
5. Vsë vremja ty byl rjadom – 4:50 (testo: Ingela Forsman – musica: Torgny Söderberg)

Lato B
1. Svjataja lož' – 4:57 (testo: Diomid Kostjurin; testo inglese: Jacob Dahlinа – musica: Alla Pugačëva)
2. Pevčaja ptička – 4:09 (testo: Ingela Forsman – musica: Lasse Holm)
3. Neudačnaja večerinka – 3:46 (testo: Thomas H. Minor – musica: Torgny Söderberg)
4. Kapitan – 3:42 (testo: Ingela Forsman – musica: Alla Pugačëva)
5. Takoe čudo – 3:53 (testo: Jacob Dahlin – musica: Lasse Holm)